# Luis Uruñuela
Luis Uruñuela Fernández (Sevilla, 2 de abril de 1937) es un político y abogado español. Fue fundador del Partido Socialista de Andalucía (PSA), antecesor histórico del Partido Andalucista. Diputado en el Congreso en el  1979 y en el Parlamento de Andalucía.

## Biografía
Uruñuela tiene actualmente tres hijas, Raquel, Ana María y Laura Uruñuela Mesa, y además, Uruñuela era pareja de Trinidad Mesa, la cual era su primera mujer, y la madre biológica de Luis y María José Uruñuela Mesa, la cual falleció el 15 de enero de 2012, y era la directora general de Eusa.
El 21 de abril de 1979, Uruñuela se convirtió en el primer alcalde democrático de la ciudad de Sevilla desde tiempos de la II República.
La votación estuvo precedida de un acuerdo regional andaluz entre el PCE, el PSA y el  PSOE, que formaron un pacto de izquierdas mediante el cual los tres partidos se repartieron las alcaldías de las ocho capitales de provincia de Andalucía. Obtuvo 22 votos, 8 de concejales de su partido, el PSA, 8 del PSOE y 6 del PCE. El candidato de la oposición, Rafael López Palanco, miembro de la UCD, obtuvo únicamente los votos de los 9 concejales de su partido.
Su gestión como alcalde de Sevilla estuvo condicionada por los insuficientes recursos económicos de que disponía la corporación municipal, por lo que fue firme defensor de una reforma de la Ley de Régimen Local que dotara suficientemente a los municipios para hacer frente a las expectativas generadas por la nueva situación política de carácter democrático.
En relación con el metro, cuyas obras estaban iniciadas, impulsó acertadamente la continuidad de los trabajos como apuesta de futuro. A pesar de ello, su sucesor al frente de la alcaldía, Manuel del Valle Arévalo, del PSOE, las paralizó en 1983 e incluso lanzó una campaña publicitaria a nivel local con el lema “El metro, un túnel sin salida”, por lo que los trabajos no se reanudaron hasta 1999.
En el aspecto urbanístico, su política se basó en un primer momento en adoptar como medida cautelar la paralización de los derribos de edificios, para dar tiempo a la realización de los estudios técnicos que permitieran catalogar las construcciones que formaban parte del patrimonio artístico de la ciudad y por lo tanto no podían ser demolidas. En décadas anteriores la permisividad de las autoridades municipales permitió la destrucción de numerosas construcciones de gran valor histórico y artístico.
No dudó en unirse a otras fuerzas políticas para permitir la realización de proyectos que consideraba fundamentales, como el del Polígono Aeropuerto, actualmente Sevilla Este, que se ha convertido en el barrio de más población de la ciudad y que continúa su expansión.